# براندون فراي
براندون فراي (بالإنجليزية: Brandon Frye)‏ هو لاعب كرة قدم أمريكية أمريكي، ولد في 23 يناير 1983 في ميرتل بيتش في الولايات المتحدة.

## وصلات خارجية
- براندون فراي على موقع مرجع كرة القدم المحترفة.كوم (الإنجليزية)